# Liste der Baudenkmäler in Egmating

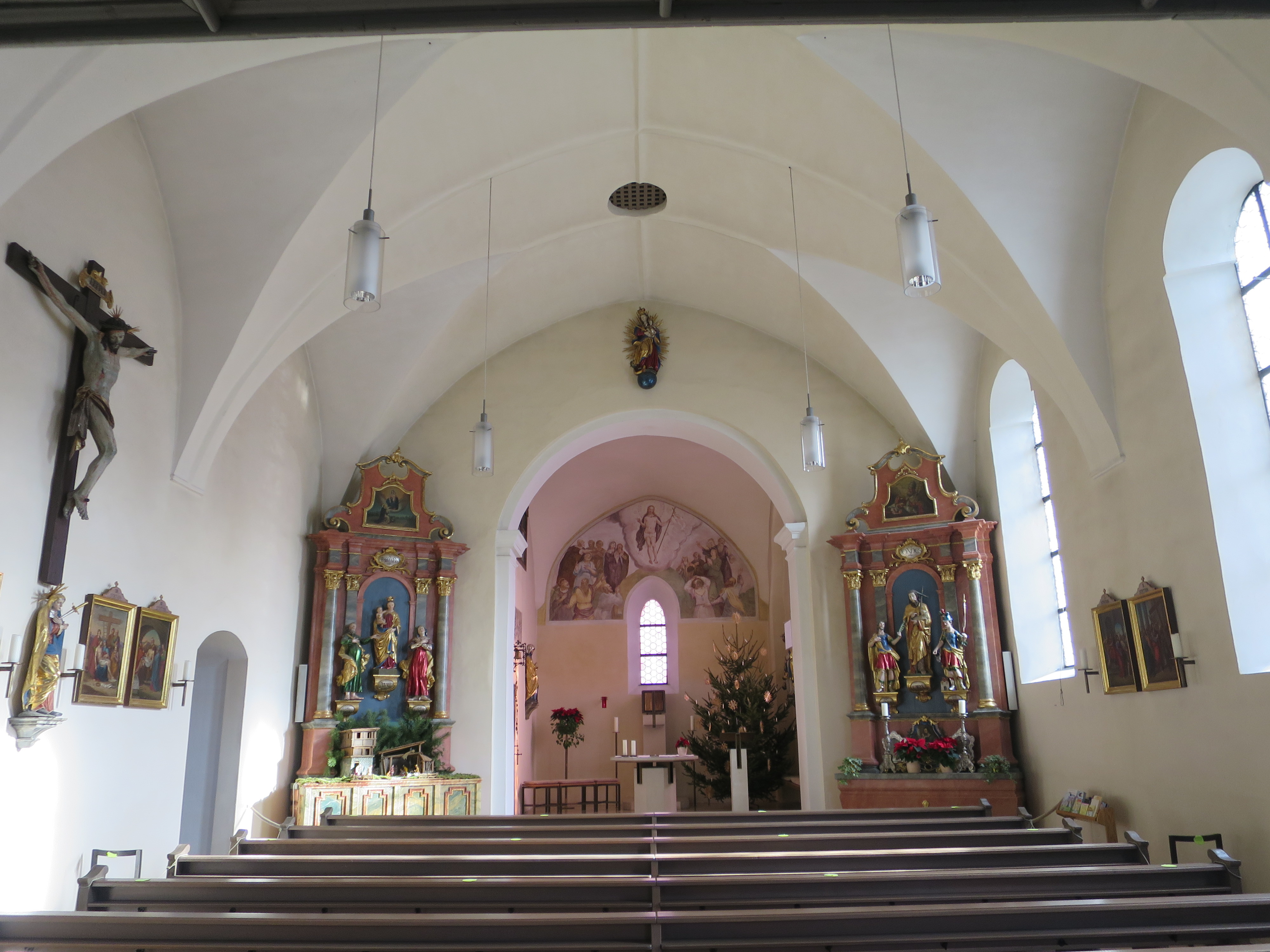
Innenraum von St. Johann Baptist und Michael in Egmating

Auf dieser Seite sind die Baudenkmäler in der oberbayerischen Gemeinde Egmating zusammengestellt. Diese Tabelle ist eine Teilliste der Liste der Baudenkmäler in Bayern. Grundlage ist die Bayerische Denkmalliste, die auf Basis des Bayerischen Denkmalschutzgesetzes vom 1. Oktober 1973 erstmals erstellt wurde und seither durch das Bayerische Landesamt für Denkmalpflege geführt wird. Die folgenden Angaben ersetzen nicht die rechtsverbindliche Auskunft der Denkmalschutzbehörde.

## Baudenkmäler nach Ortsteilen

### Egmating
| Lage                                        | Objekt                                                        | Beschreibung | Akten-Nr.             | Bild           |
| ------------------------------------------- | ------------------------------------------------------------- | --- | --------------------- | -------------- |
| In Egmating, Schloßstraße 16 (Standort)     | Katholische Pfarrkirche St. Johann Baptist und Michael        | Romanische Chorturmanlage mit angefügter zweigeschossiger Sakristei und Langhaus mit steilem Satteldach, um 1200, Ausbau spätmittelalterlich und 1618; mit Ausstattung; Friedhofskreuz, gusseiserner Korpus auf Holzkreuz, um 1900                                     | D-1-75-116-1 Wikidata | weitere Bilder |
| Kirchsteig 2, 2 a, 2 b, 2 c, 2 d (Standort) | Wohnteil des ehemaligen Bauernhofs (sogenannt beim Rieslmair) | Zweigeschossiger Einfirsthof mit weit vorkragendem Flachsatteldach, umlaufender Bretterlaube und verschalter Hochlaube, mit Blockbau-Obergeschoss, 18. Jahrhundert. Gebäudeteile a-d grundlegend erneuert, ohne Bretterlaube, Denkmaleigenschaft fraglich. (Juni 2023) | D-1-75-116-8 Wikidata | weitere Bilder |
| Schloßstraße 8 (Standort)                   | Ehemaliger Bauernhof                                          | Zweigeschossiger Einfirsthof mit flachem Satteldach, verbretterter Hochlaube und Blockbau-Obergeschoss, bezeichnet 1804 ehemaliger Wirtschaftsteil in schlechtem Zustand (Juni 2023)                                                                                   | D-1-75-116-2 Wikidata | weitere Bilder |
| Schloßstraße 15 (Standort)                  | Ehemaliges Hofmarksschloss Egmating                           | Ehemaliges Hofmarksschloss Egmating; Hauptbau, zusammenhängende Satteldachbauten mit verschiedener Firsthöhe, im Kern 17. Jahrhundert; Brauerei- und Wirtschaftsgebäude, 2. Hälfte 19. Jahrhundert                                                                     | D-1-75-116-3 Wikidata | weitere Bilder |

### Lindach
| Lage                 | Objekt                               | Beschreibung                                                                                               | Akten-Nr.             | Bild           |
| -------------------- | ------------------------------------ | --- | --------------------- | -------------- |
| Lindach 6 (Standort) | Katholische Filialkirche St. Andreas | Romanischer Saalbau mit stark eingezogener Apsis, kräftiger Westturm 1690, Spitzhelm 1880; mit Ausstattung | D-1-75-116-6 Wikidata | weitere Bilder |

### Münster
| Lage                     | Objekt                                           | Beschreibung | Akten-Nr.             | Bild           |
| ------------------------ | ------------------------------------------------ | --- | --------------------- | -------------- |
| Killistraße 8 (Standort) | Katholische Filialkirche St. Johannes der Täufer | spätgotischer schlichter Saalbau mit dreiseitigem Chorschluss und Westturm, um 1500, oktogonale Turmerhöhung mit Haubendach und Barockisierung im 18. Jahrhundert; mit Ausstattung; Friedhofsummauerung, 17./18. Jahrhundert | D-1-75-116-7 Wikidata | weitere Bilder |

## Ehemalige Baudenkmäler
In diesem Abschnitt sind Objekte aufgeführt, die früher einmal in der Denkmalliste eingetragen waren, jetzt aber nicht mehr. Objekte, die in anderem Zusammenhang also z. B. als Teil eines Baudenkmals weiter eingetragen sind, sollen hier nicht aufgeführt werden. Aktennummern in diesem Abschnitt sind ehemalige, jetzt nicht mehr gültige Aktennummern.

| Lage                               | Objekt    | Beschreibung                 | Akten-Nr.             | Bild |
| ---------------------------------- | --------- | ---------------------------- | --------------------- | ---- |
| Egmating bei Jägerweg 7 (Standort) | Bildstock | Tuffpfeiler, 17. Jahrhundert | D-1-75-116-5 Wikidata | BW   |

## Abgegangene Baudenkmäler
In diesem Abschnitt sind Objekte aufgeführt, die früher einmal in der Denkmalliste eingetragen waren, jetzt aber nicht mehr existieren, z. B. weil sie abgebrochen wurden. Aktennummern in diesem Abschnitt sind ehemalige, jetzt nicht mehr gültige Aktennummern.

| Lage                                | Objekt                                             | Beschreibung                                                      | Akten-Nr.             | Bild |
| ----------------------------------- | -------------------------------------------------- | ----------------------------------------------------------------- | --------------------- | ---- |
| Egmating Schloßstraße 46 (Standort) | Ehemaliges Kleinbauernhaus (sogenannt beim Bammer) | Erdgeschossig, mit Zweiflügel-Haustür, 3. Viertel 19. Jahrhundert | D-1-75-116-4 Wikidata | BW   |